# Domaine de Peyroutet-Vadier
Pour les articles homonymes, voir Peyroutet.
Le domaine de Peyroutet-Vadier, situé sur le territoire de la commune française de Montaut (Ariège), à moins de 15 km au nord de Pamiers, est un vaste ensemble datant principalement du XVIIe siècle, enchâssé dans un parc tricentenaire aux essences rares.

## Localisation
Le domaine se trouve à 2,5 km au nord-ouest du village de Montaut, au-delà de l'autoroute A66. C'est une propriété privée qui ne se visite pas.

## Historique
Le domaine de Peyroutet était un ancien prieuré dépendant de l'évêché de Pamiers, édifié, selon de fortes vraisemblances, sur les reliefs d’une villa gallo-romaine.
C'est la demeure rurale du Constituant puis Conventionnel Marc-Guillaume-Alexis Vadier (1736-1828). Ancien officier d’infanterie, il occupa des fonctions judiciaires au présidial de Pamiers. Député du Tiers état du Pays de Foix aux États généraux, il fut du Serment du Jeu de paume, de la Déclaration des droits de l'homme, de l’Abolition des Privilèges (4 août 1789). On lui reconnaît la paternité de la création du département de l’Ariège.
En 1988, à l’occasion de l’édition de sa biographie de Vadier, Gilles Dussert se porta acquéreur du domaine. À sa demande, il fut intégralement inscrit au titre des Monuments historiques par arrêté du 1er avril 1993.
Comme le président Valéry Giscard d’Estaing l’écrivit à l’auteur  : « j’avoue avoir découvert l’homme en vous lisant. Curieuse destinée que la sienne et qui donne à réfléchir sur le hasard des carrières… »
Sur démarche conjointe de Gilles Dussert et du Conseil général de l’Ariège alors sous la présidence de Robert Naudi, il fut convenu du retour à Peÿroutet des cendres du Révolutionnaire (1990) mort en exil à Bruxelles. Le site est donc doublement protégé, comme monument et lieu exceptionnel d’inhumation. C’est au sens le plus exact un lieu de mémoire.

## Description
Plusieurs campagnes de travaux ont été conduites : réfection de la chapelle et des écuries, reprise et couverture de la tour-pigeonnier, toitures des parties basses, du bâtiment principal et de la maison dite du régisseur.